# 永平寺

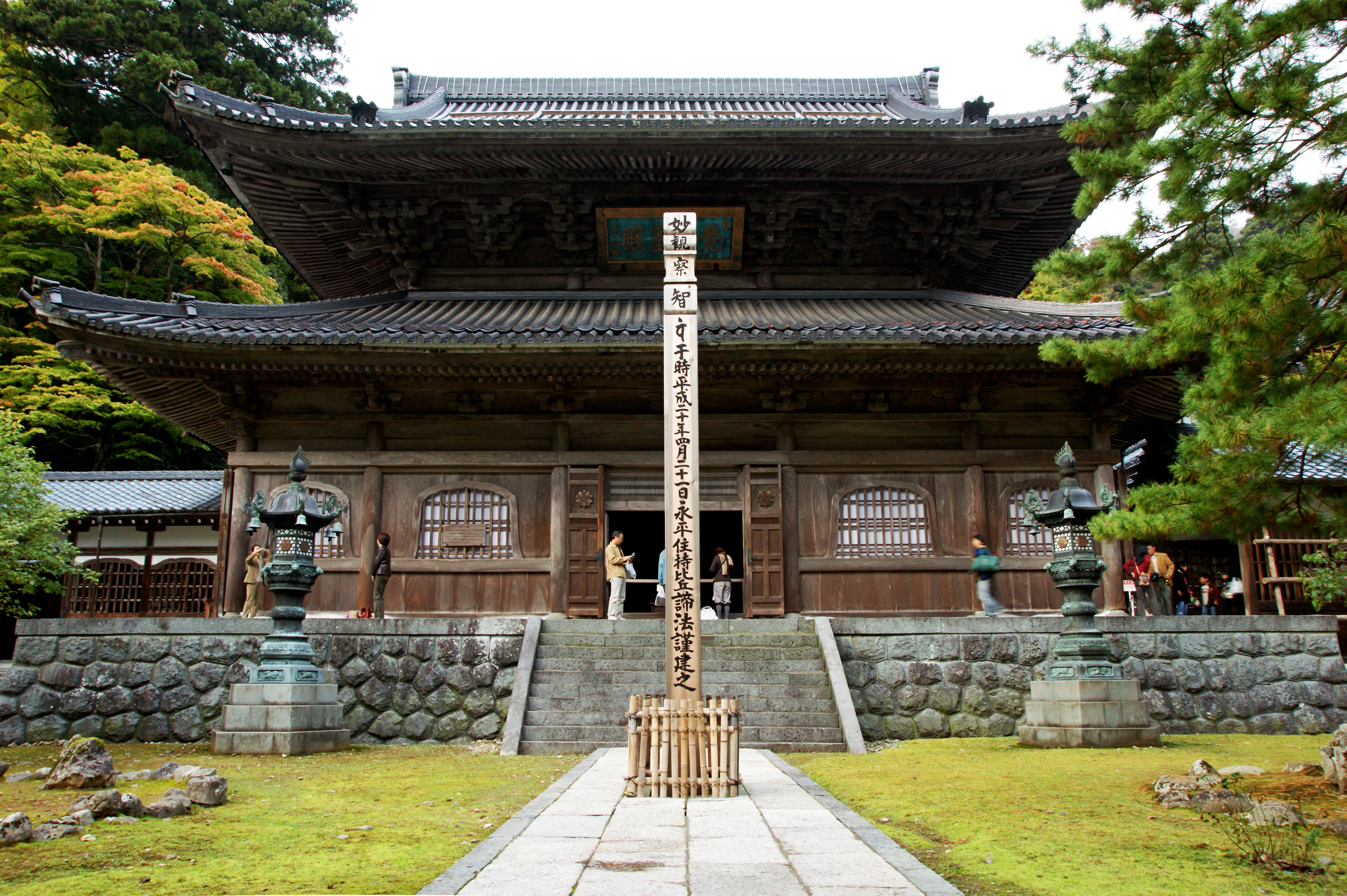
仏殿

永平寺（えいへいじ）は、福井県吉田郡永平寺町にある、曹洞宗の仏教寺院。總持寺と並んで、日本における曹洞宗の中心的な寺院（大本山）である。山号を吉祥山と称し、開山は道元、本尊は釈迦如来・弥勒仏・阿弥陀如来の三世仏である。寺紋は久我山竜胆紋（久我竜胆紋・久我竜胆車紋）である。また専門僧堂、本山僧堂が置かれている。

## 歴史

### 道元による開山
道元は出家して比叡山延暦寺に上った後に宋に渡り、天童山景徳寺の如浄に入門し、ひたすら坐禅に打ち込む「只管打坐（しかんたざ）」の禅風を継いで帰国。初めは京の建仁寺に住し、のちには郊外の深草に興聖寺（こうしょうじ、廃寺となった後に宇治市で再興）を建立して説法と著述に励んだが、旧仏教勢力の比叡山からの激しい迫害に遭った。
道元は、信徒の一人であった武士波多野義重の請いにより寛元元年（1243年）、興聖寺を去って、義重の領地のある越前国（福井県）志比庄に向かった。義重は当初、道元を吉峰寺へ招いた。この寺は白山信仰に関連する天台の寺院で、現在の永平寺より奥まった雪深い山中にあり、道元はここで一冬を過ごし、翌寛元2年（1244年）には吉峰寺よりも里に近い土地に傘松峰大佛寺（さんしょうほうだいぶつじ）を建立した。これが永平寺の開創であり、寛元4年（1246年）に山号寺号を吉祥山永平寺と改めている。寺号の由来は中国に初めて仏法が伝来した後漢明帝のときの元号「永平」からであり、意味は「永久の和平」である。

### 道元以降
その後の永平寺は、2世孤雲懐奘、3世徹通義介の下で整備が進められた。義介が三代相論で下山し、4世義演の晋住後は外護者波多野氏の援助も弱まり寺勢は急激に衰えた。一時は廃寺同然まで衰微したが、5世義雲が再興して現在に至る基礎を固めた。義雲から19世祚玖までと、22世の常智祚天は寂円派の住持であった。
暦応3年（1340年）には兵火で伽藍が焼失、応仁の乱の最中の文明5年（1473年）でも焼失した。その後も火災に見舞われ、現存の諸堂は全て近世以降のものである。
室町時代から安土桃山時代にかけて皇室から重んじられ、応安5年（1372年）には後円融天皇より「日本曹洞第一道場」の勅額・綸旨を、天文8年（1539年）には後奈良天皇より「日本曹洞第一出世道場」の綸旨を、天正19年（1591年）には後陽成天皇より「日本曹洞の本寺並びに出世道場」の綸旨を受けた。
江戸時代初期の元和元年（1615年）、徳川幕府より法度が出され總持寺と並び大本山となる。

## 伽藍
文化財については後述
- 勅使門：天保10年（1839年）の建築。

境内配置図 1.山門、2.仏殿、3.法堂、4.僧堂、5.大庫院、6.浴室、7.東司、8.承陽殿、9.鐘楼堂、10.勅使門、11.中雀門、12.祠堂殿、13.傘松閣、14.吉祥閣

- 山門：寛延2年（1749年）の建築。重層の門で、階上には釈迦如来像、五百羅漢像などを安置する。
- 中雀門
- 通用門
- 円通門
- 仏殿：1902年（明治35年）の建築。本尊の久遠実成の釈迦・方便の釈迦・無量寿の釈迦（阿弥陀如来）の三世仏（過去・現在・未来を表す）の他、禅宗初祖の達磨像、道元の師である如浄禅師像などを安置する。
- 法堂（はっとう）：天保14年（1843年）の建築。聖観音（しょうかんのん）像を安置する。
- 大庫院 - 1930年（昭和5年）の建築。地上3階地下1階の近代木造建築で、台所兼事務所の役を果たす。建築当時のエレベーターが現存しており、これは稼動中のものとしては日本屈指の古さといわれる。
- 承陽殿：1881年（明治14年）の建築。開山道元の廟で、道元以下第5世までの住職の像を安置する。
- 僧堂：1902年（明治35年）の建築。僧堂は坐禅修行のための建物である。
- 傘松閣（さんしょうかく） - 1930年（昭和5年）の二祖国師・孤雲懐奘650回忌を記念して建築。道元禅師と永平寺の名は、永平寺最初の山号「傘松峰」に由来。222畳敷きの大広間があり、天井画は小室翠雲らの尽力により、荒木十畝、伊東深水、鴨下晁湖、川合玉堂、島田墨仙、野田九浦、益田玉城、水上泰生、山田敬中、山本昇雲など計144名の画家によって描かれた[2]。
- 吉祥閣：1971年（昭和46年）の建築。地上5階地下1階の宿泊研修施設で、曹洞宗に限らず参禅研修を希望する人を広く受け入れている。
- 浴室：1980年（昭和55年）の改築
- 東司
- 真陽閣
- 光明蔵
- 不老閣
- 宝蔵
- 一華蔵
- 孤雲閣
- 瑠璃聖宝閣
- 五葉関
- 祠堂殿

文化財の建物19棟については、清水建設の協力を得てレーザーで内部まで精密に計測してデータ化し、デジタルツインを作成済みである。 

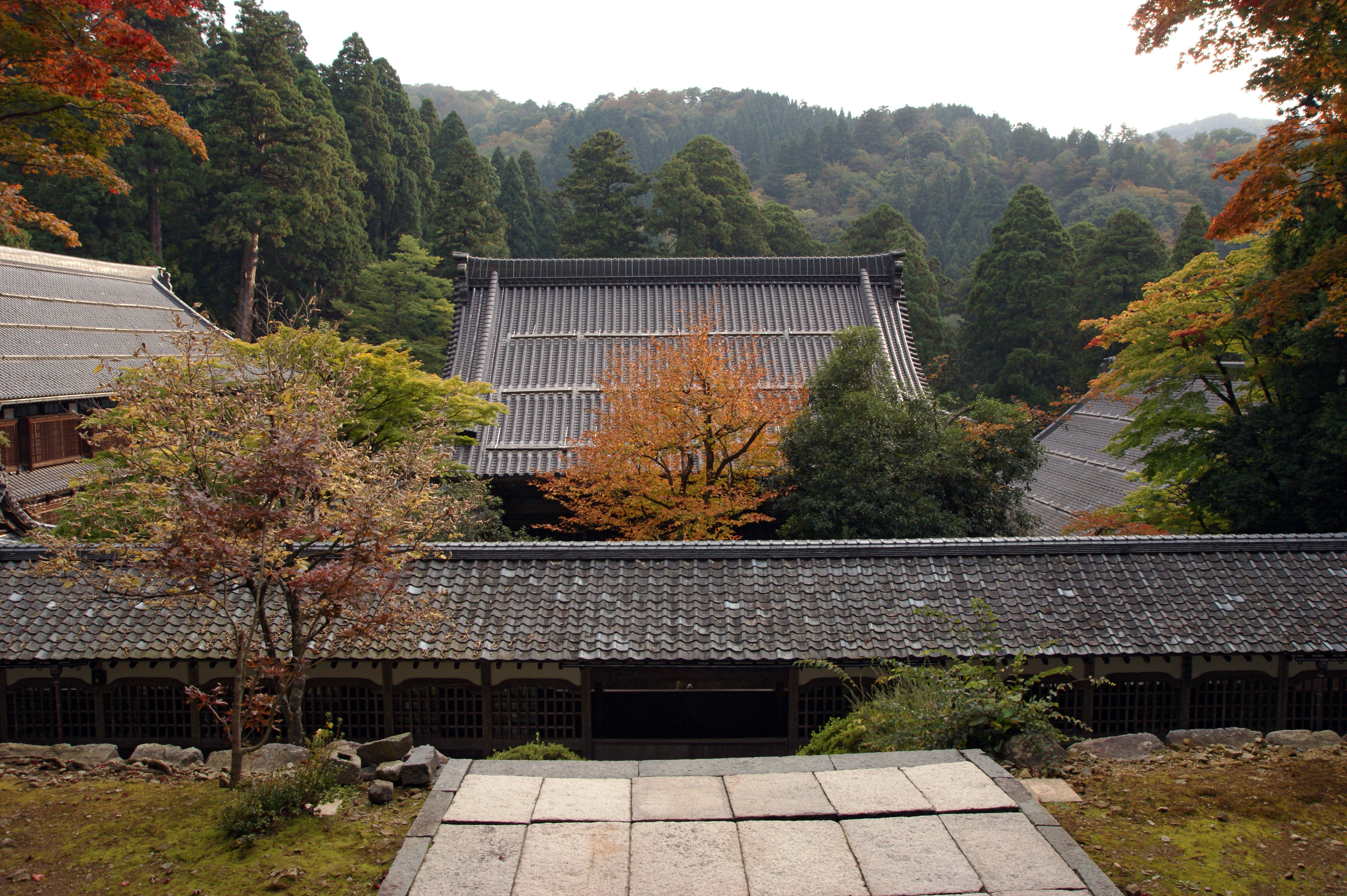
一文字廊と仏殿
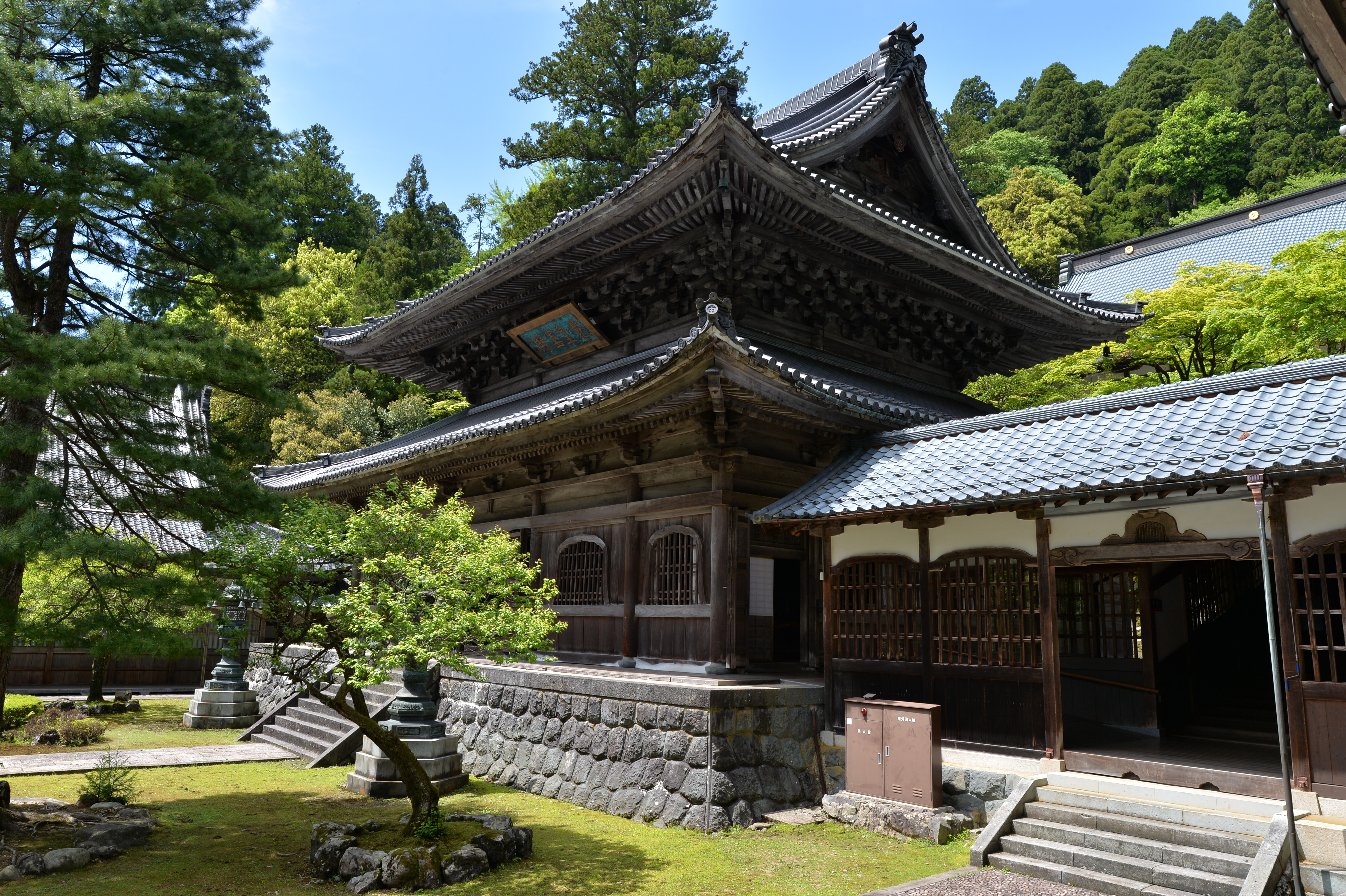
仏殿
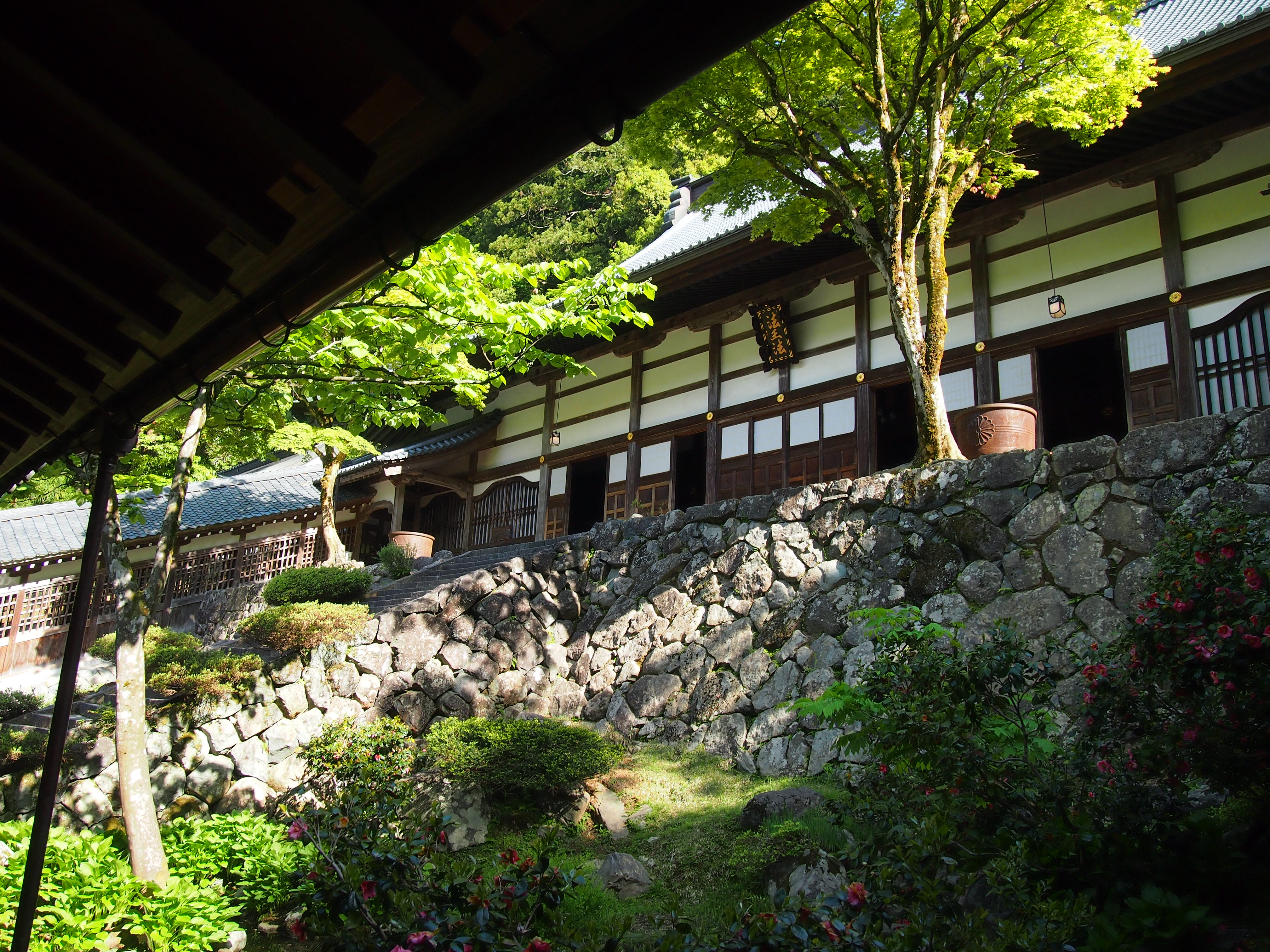
法堂
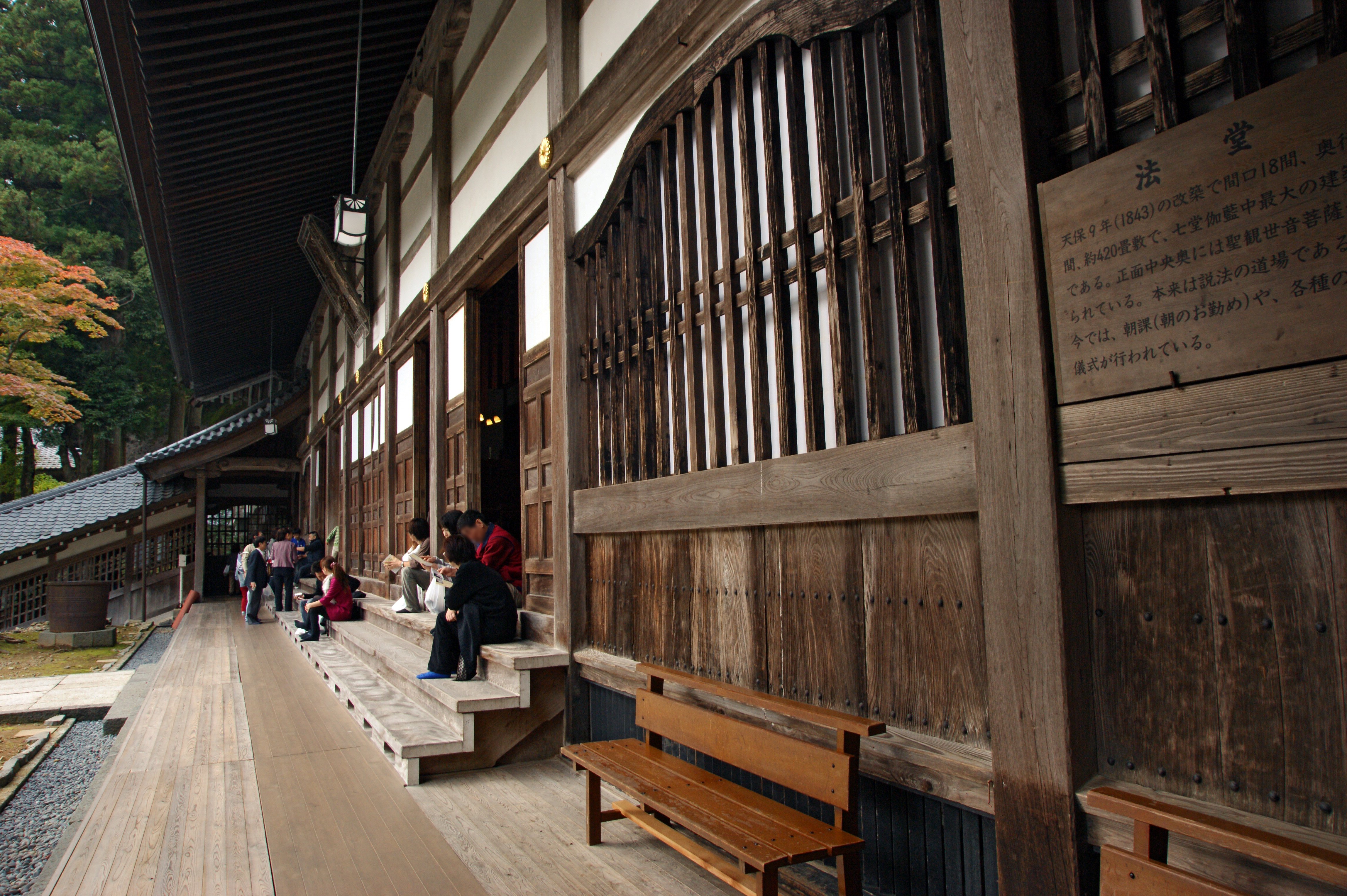
法堂
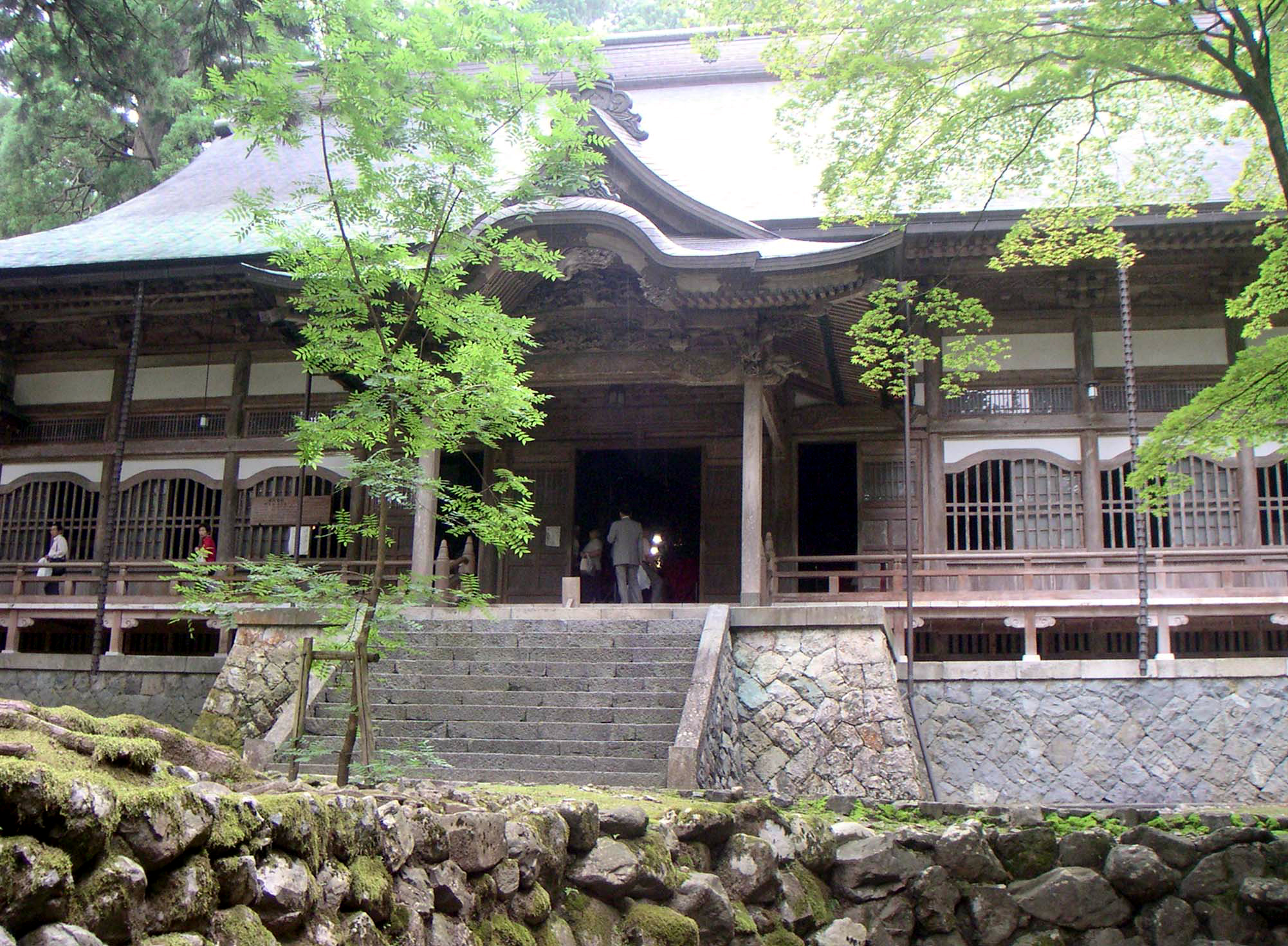
祠堂殿
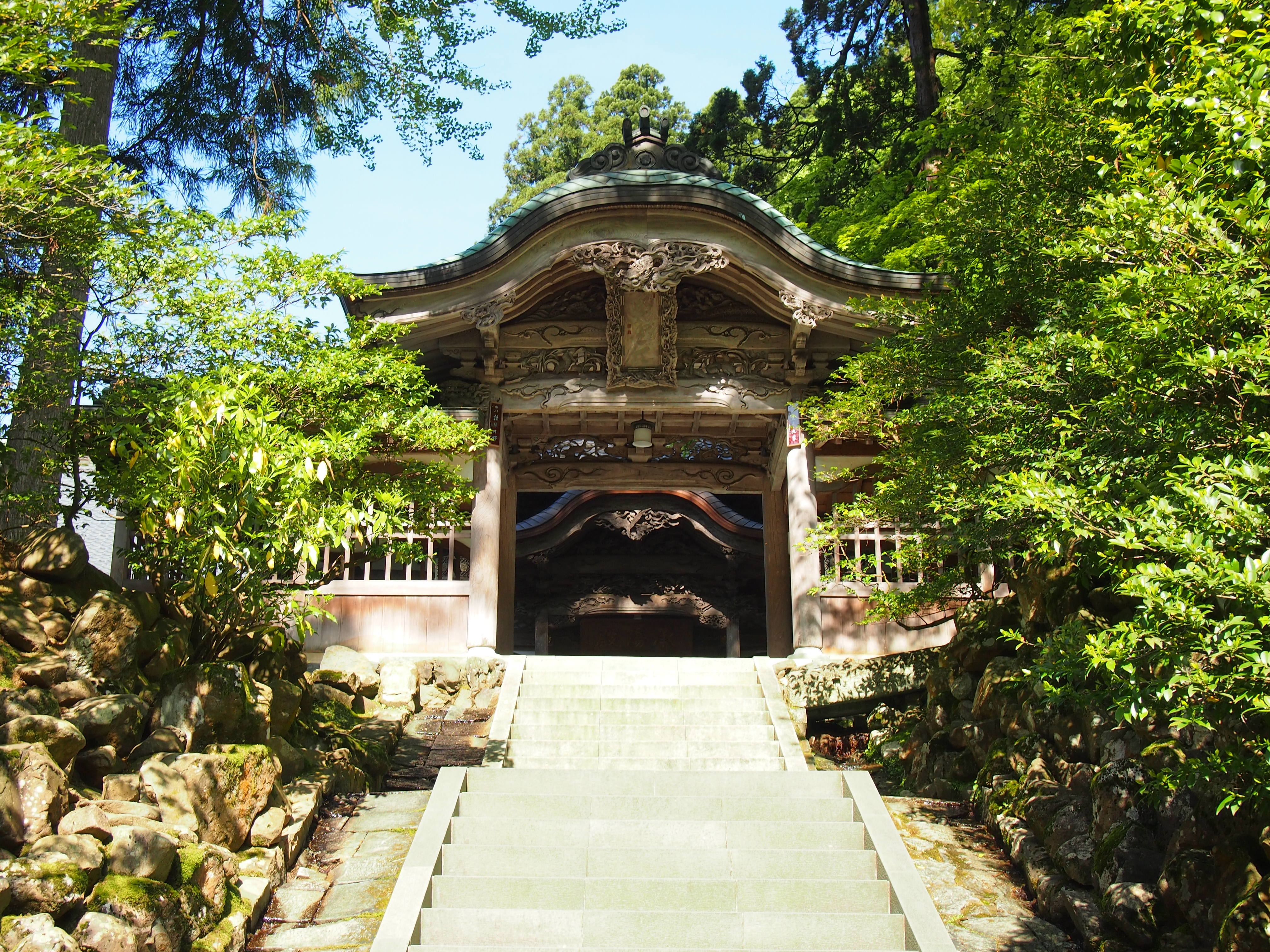
道元を祀る承陽殿の前にある承陽門
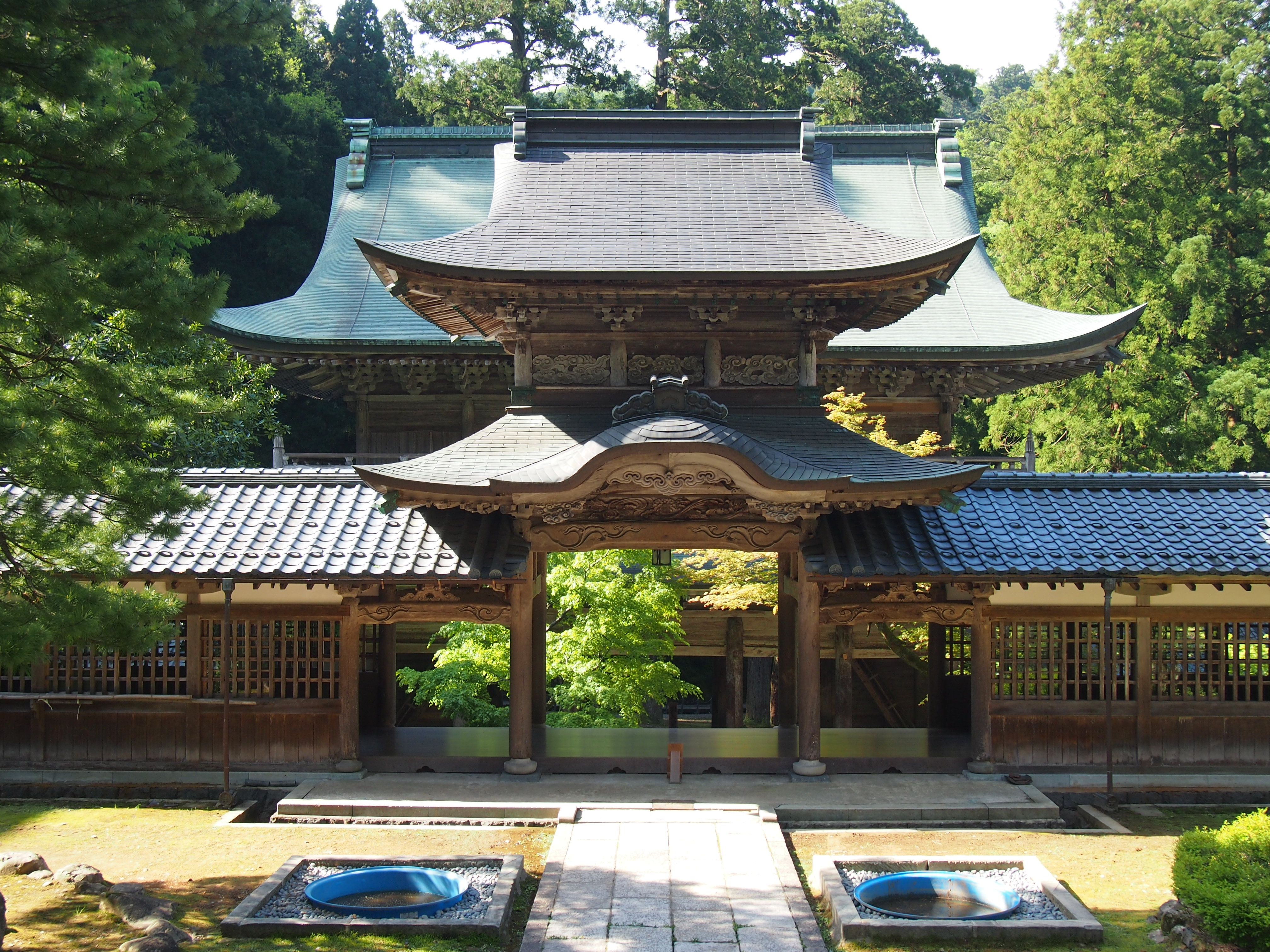
中雀門
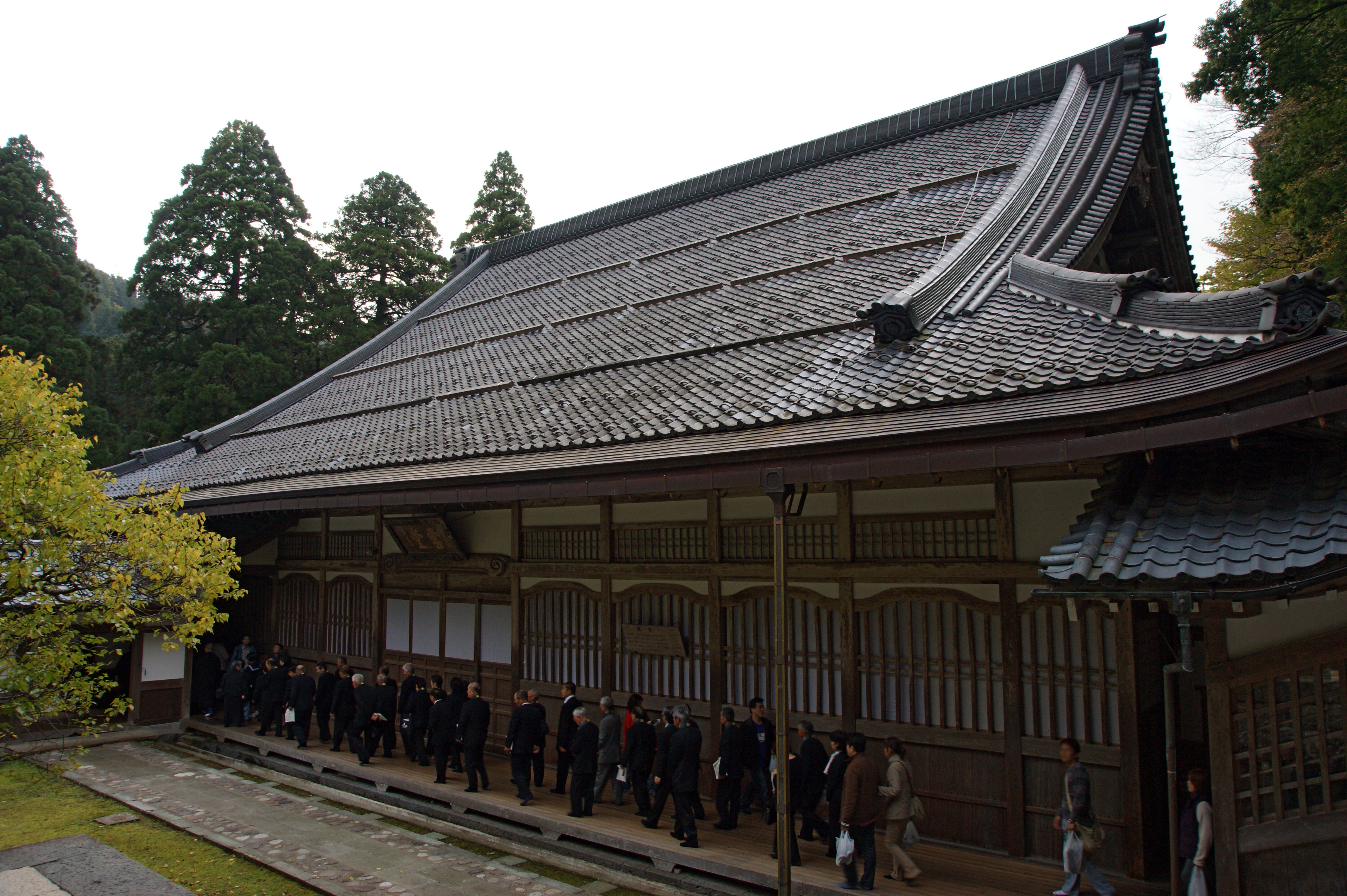
僧堂
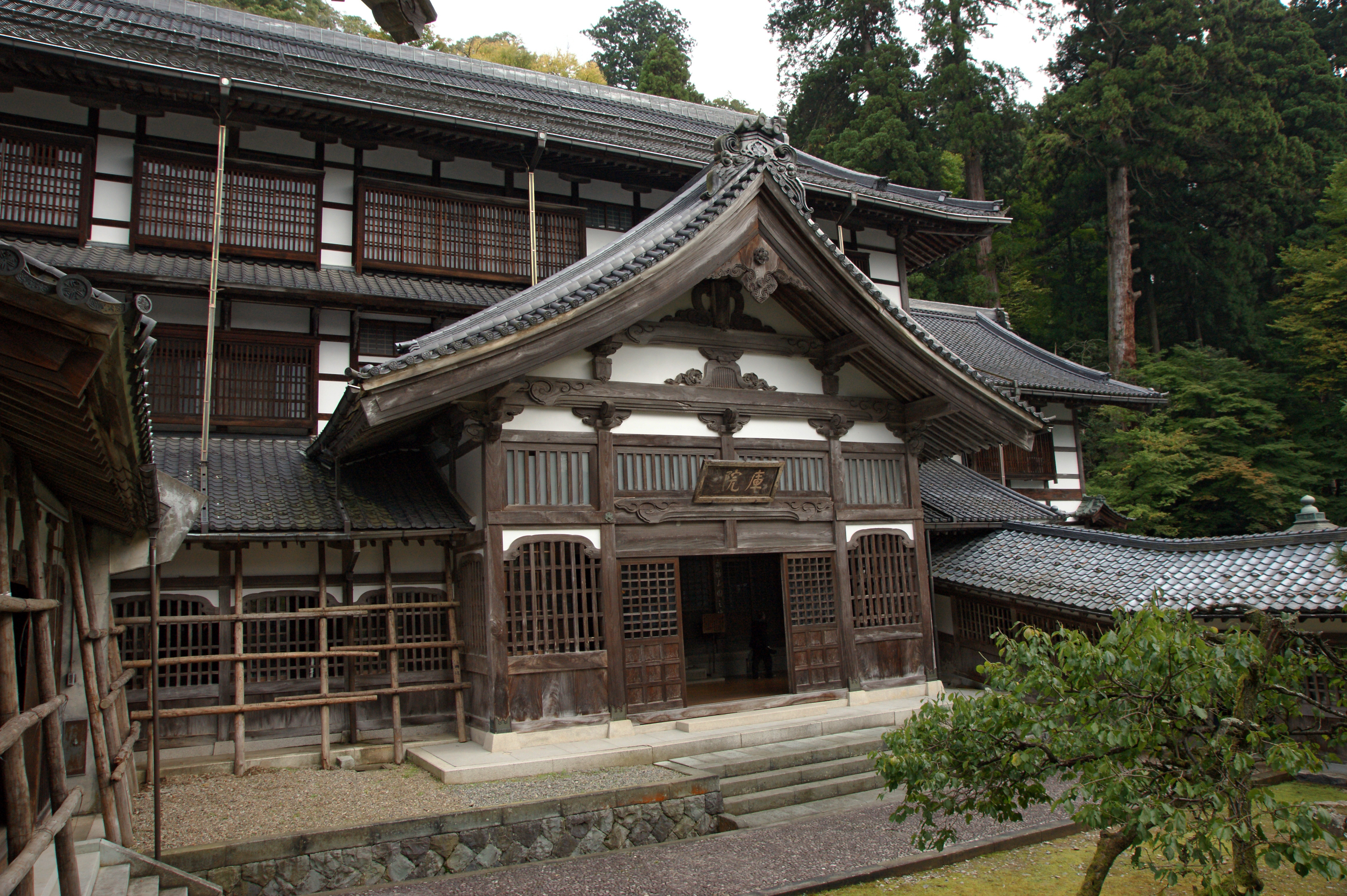
大庫院
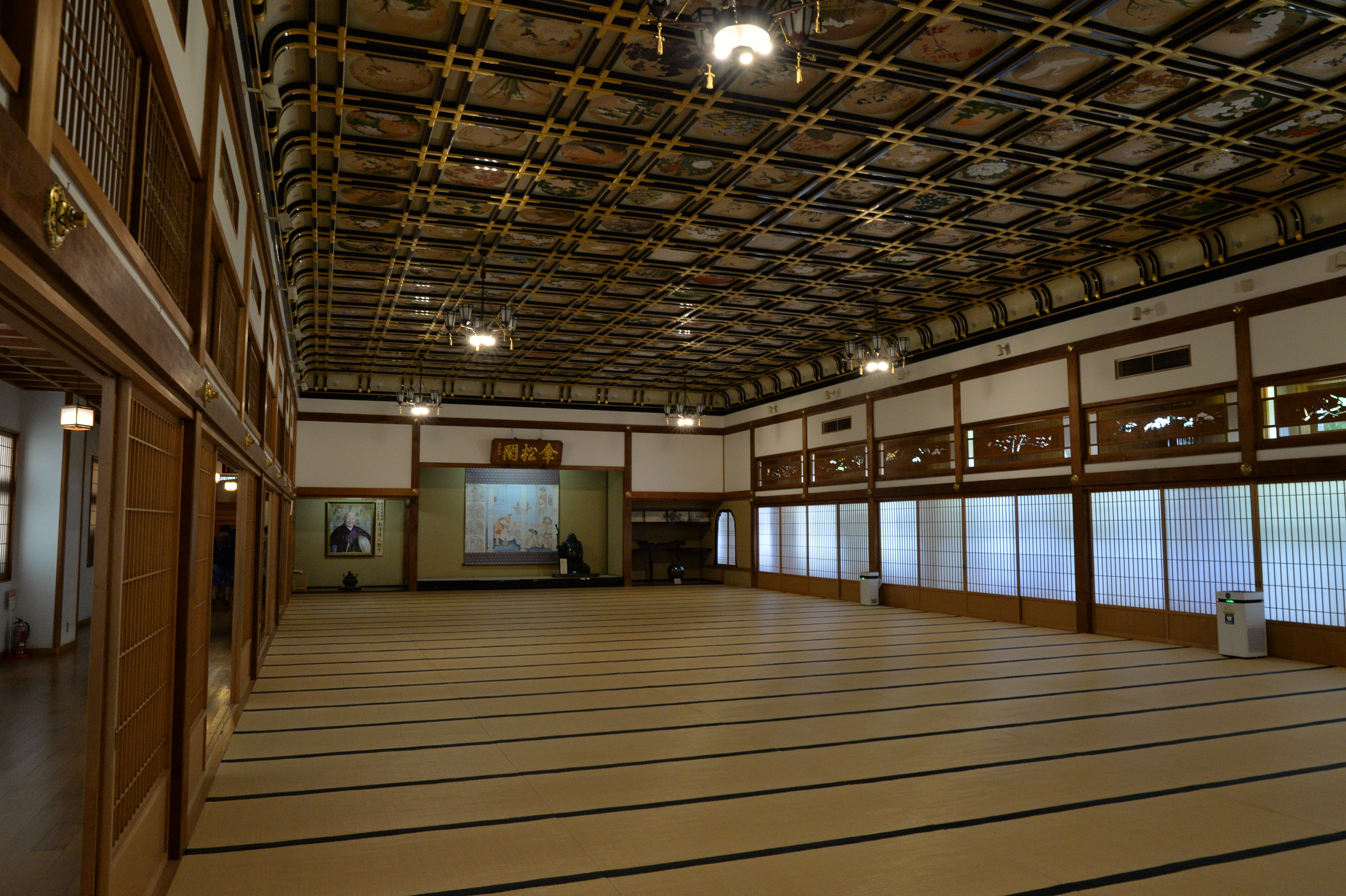
傘松閣
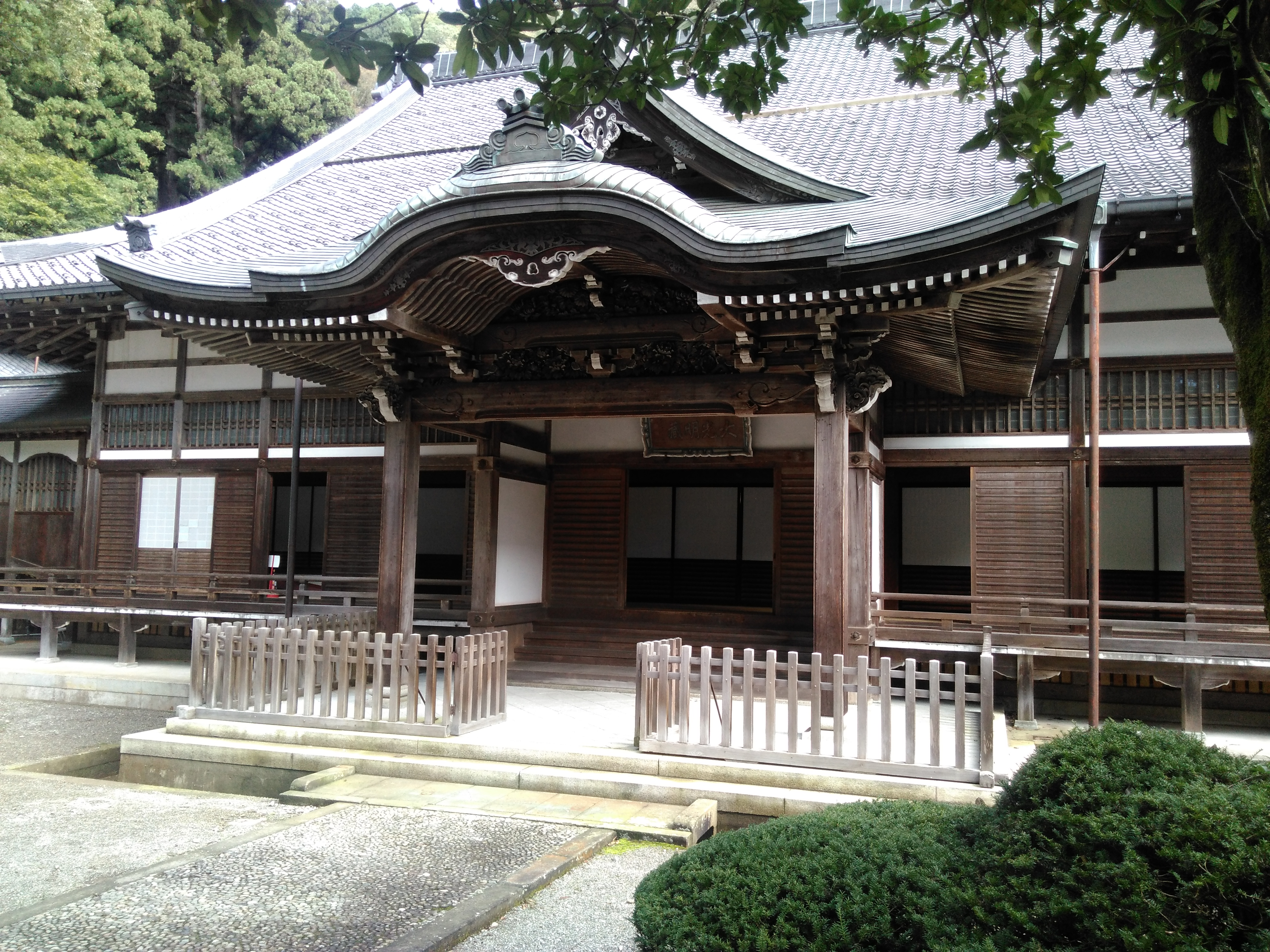
大光明蔵
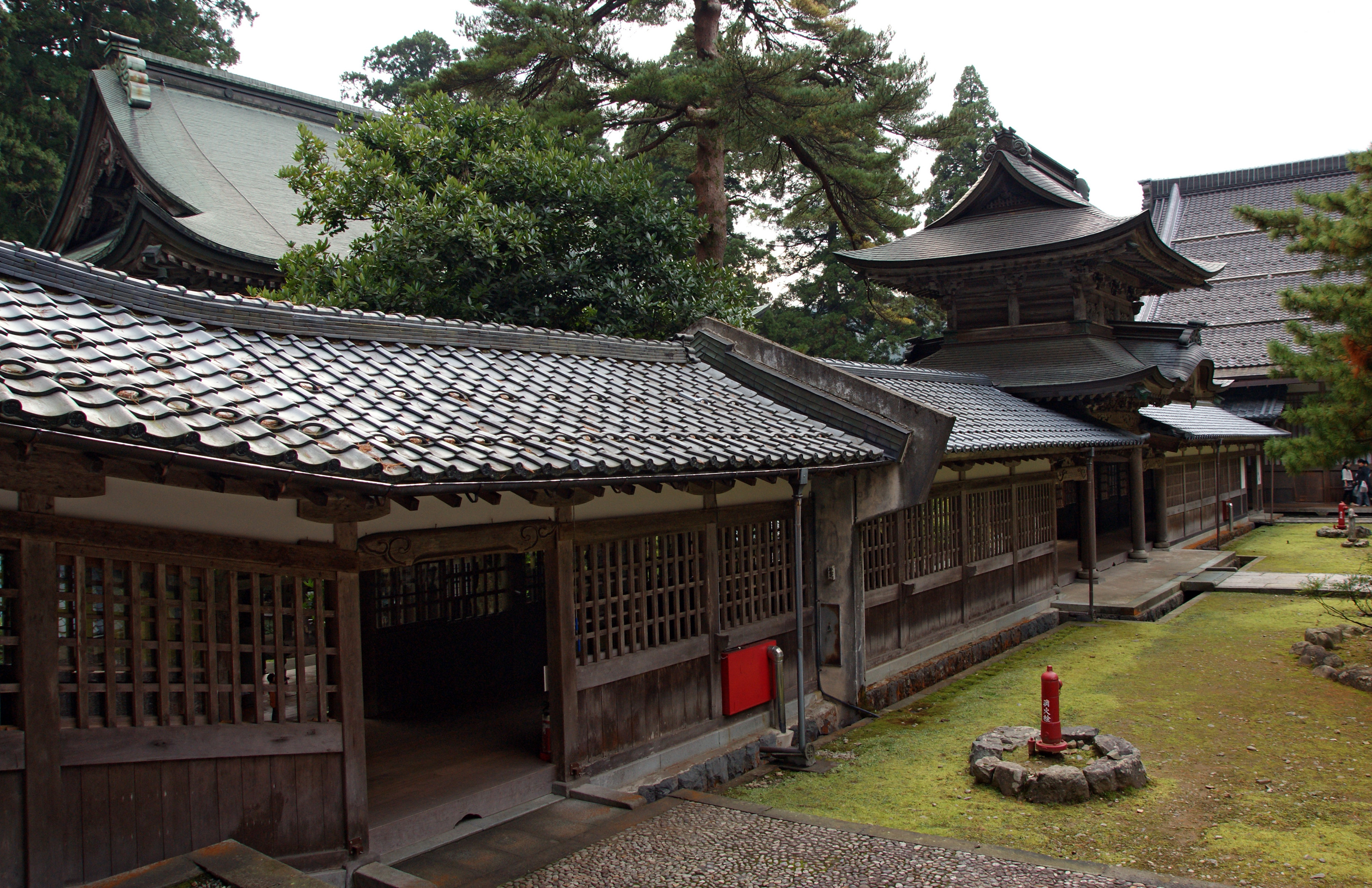
中雀門東方回廊
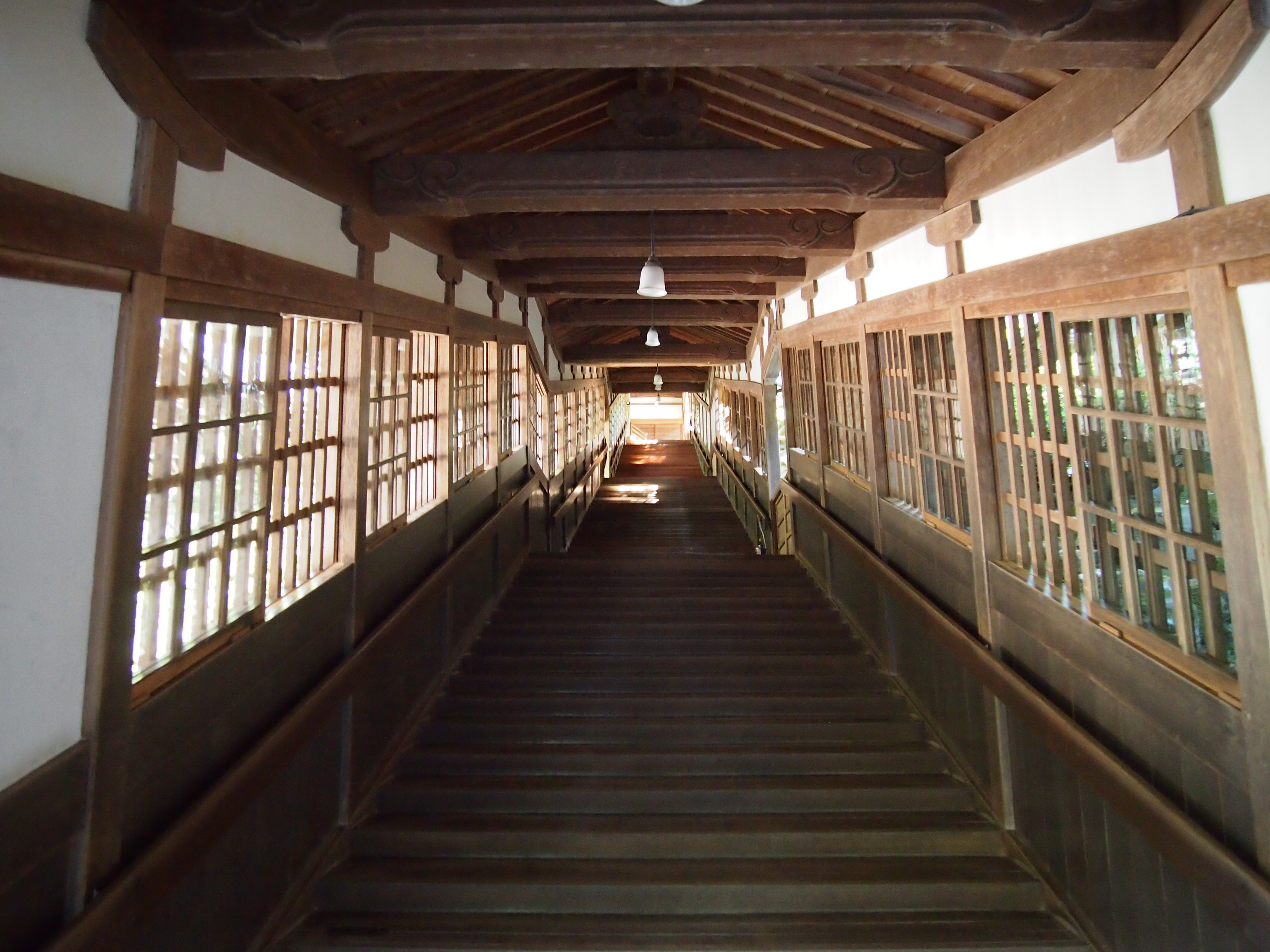
階段状の回廊
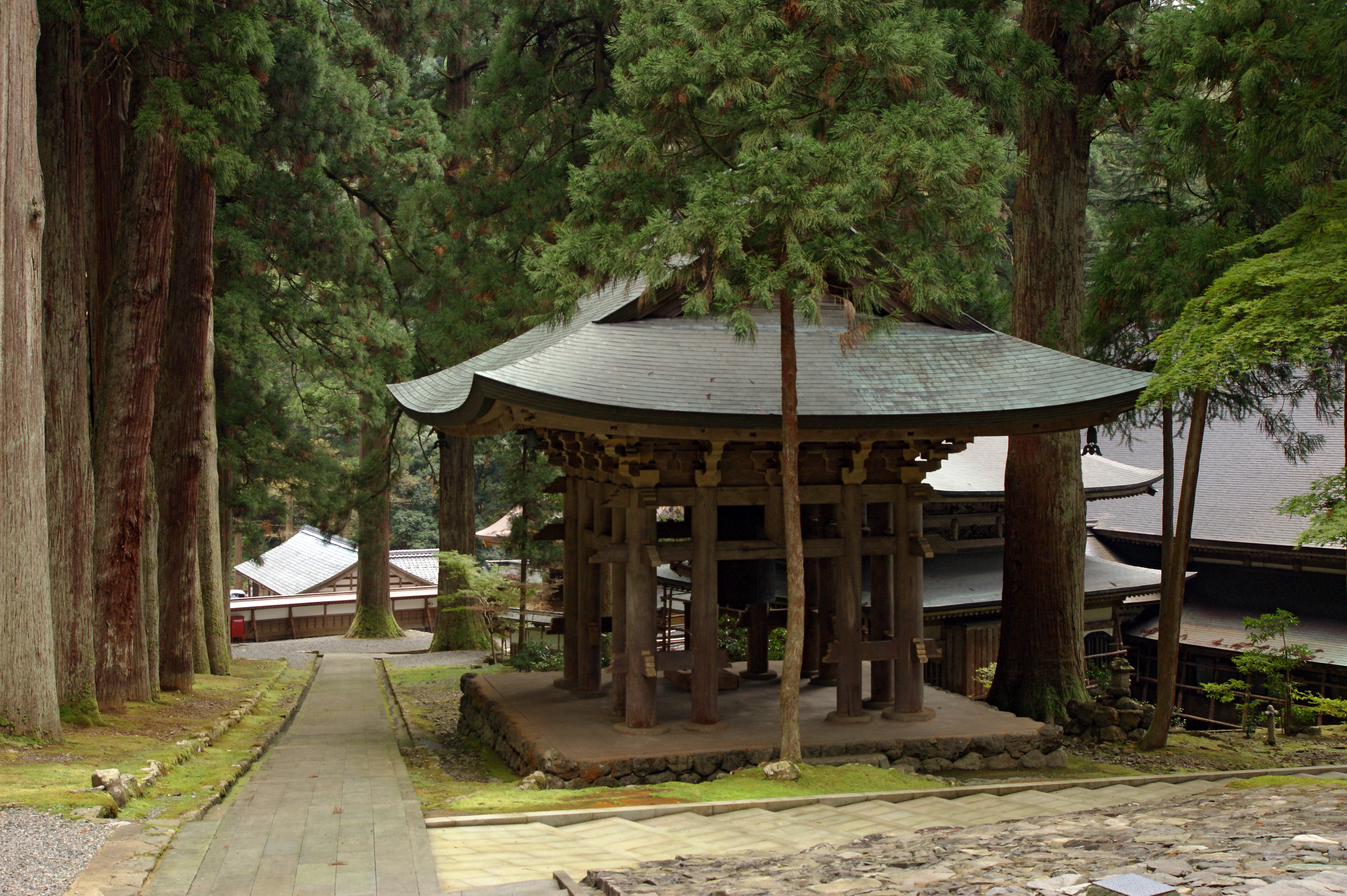
鐘楼堂
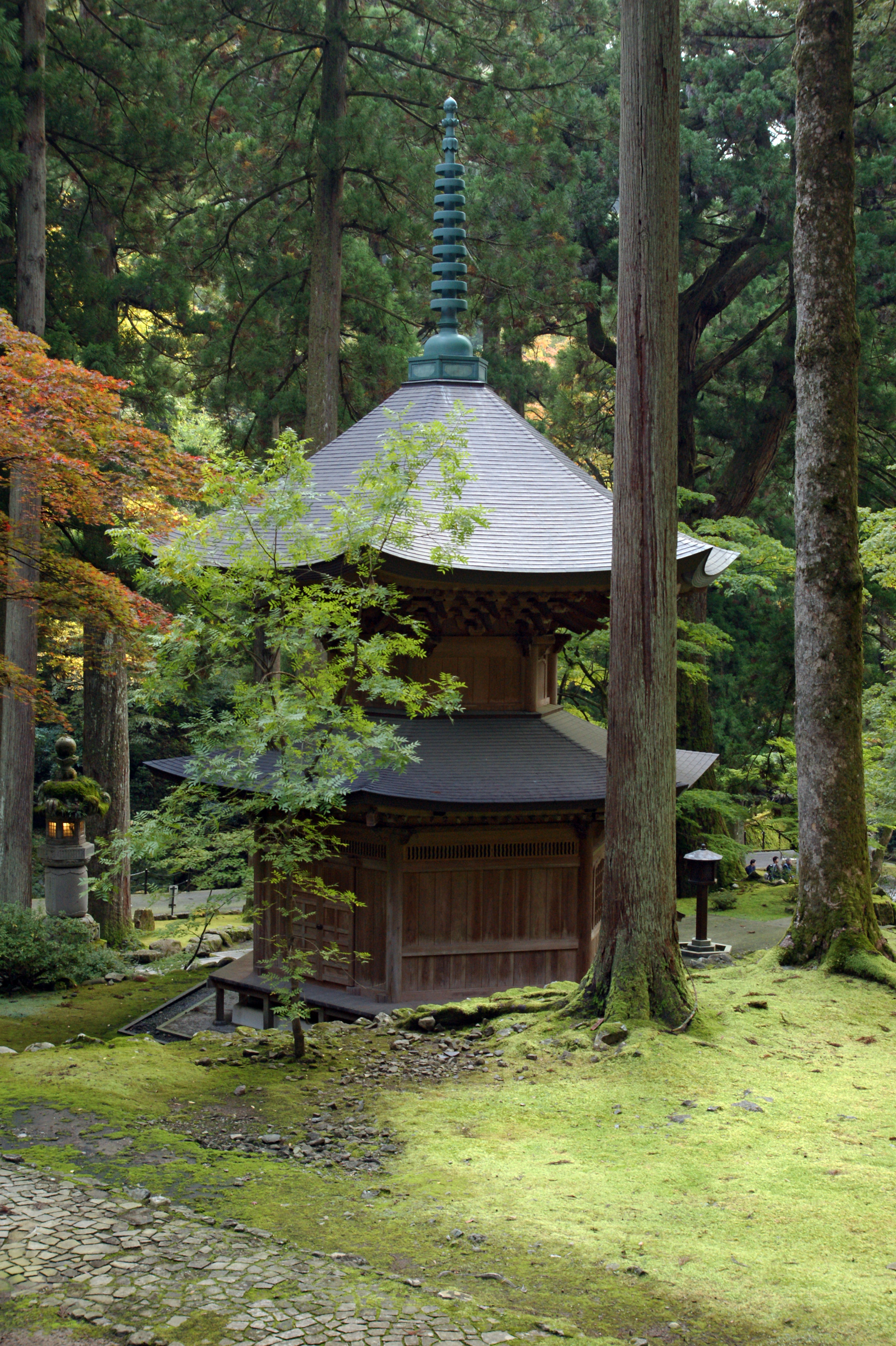
報恩塔
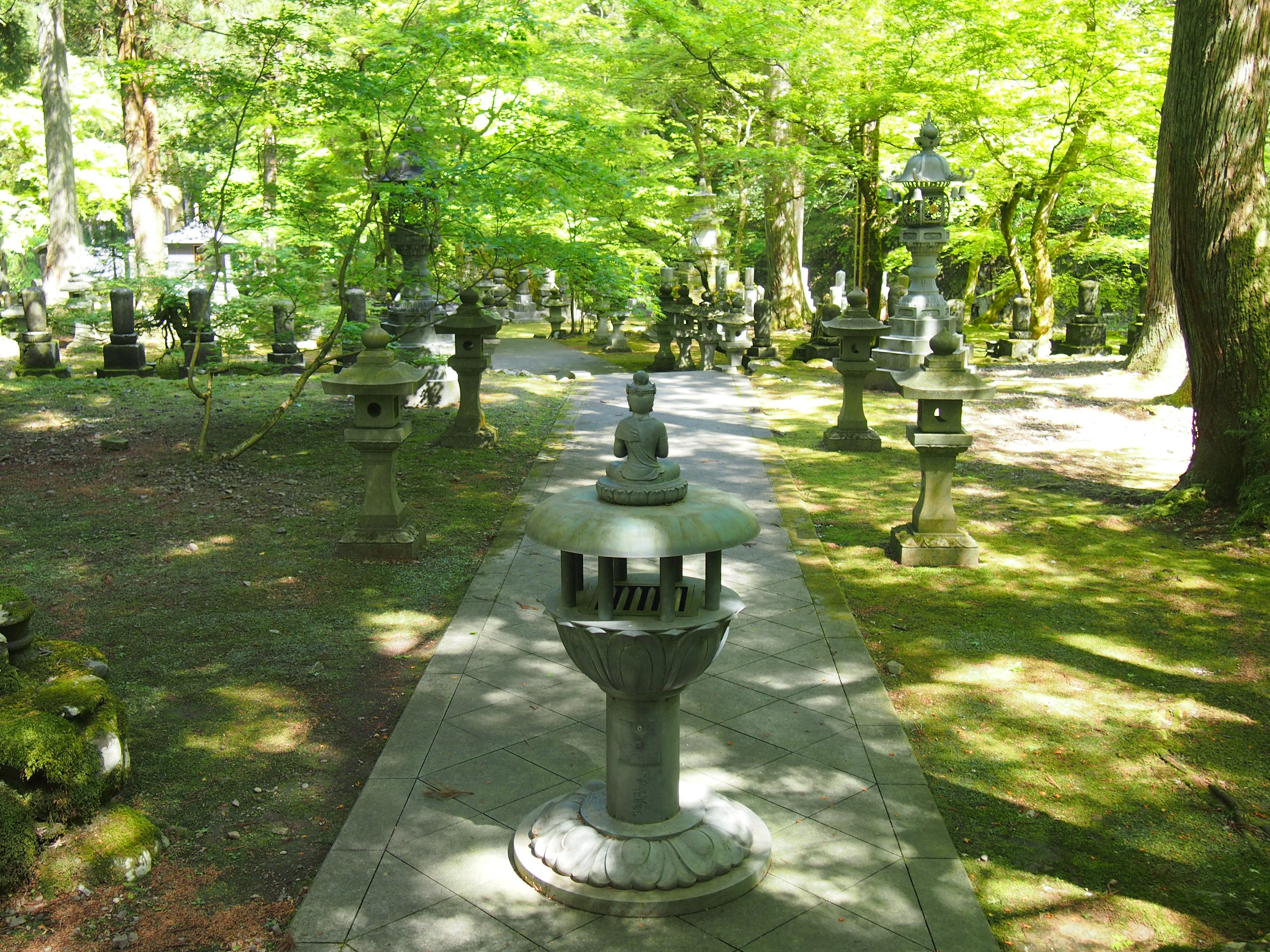
永平寺境外の風景
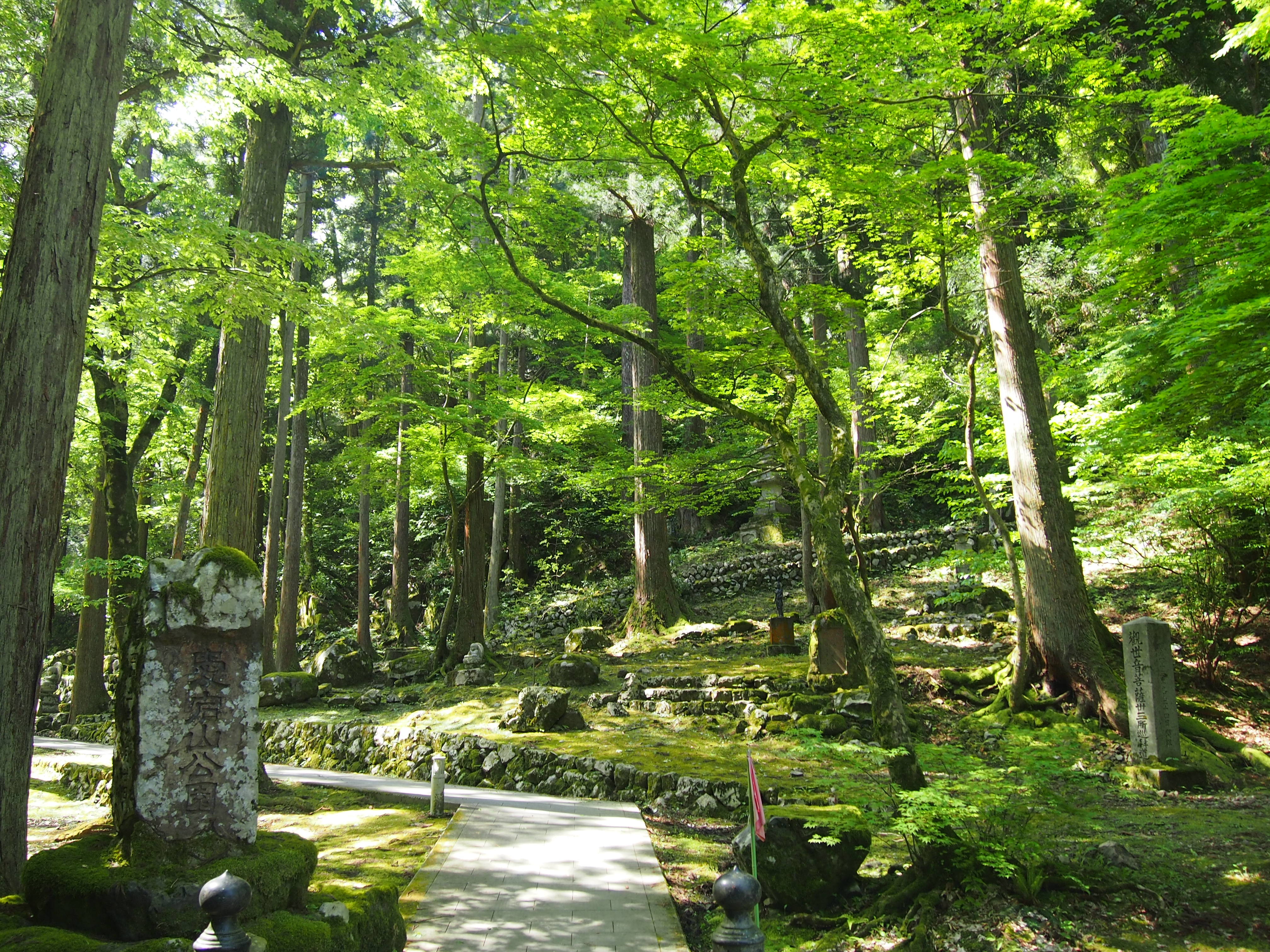
永平寺の守護である愛宕観音堂へ続く道
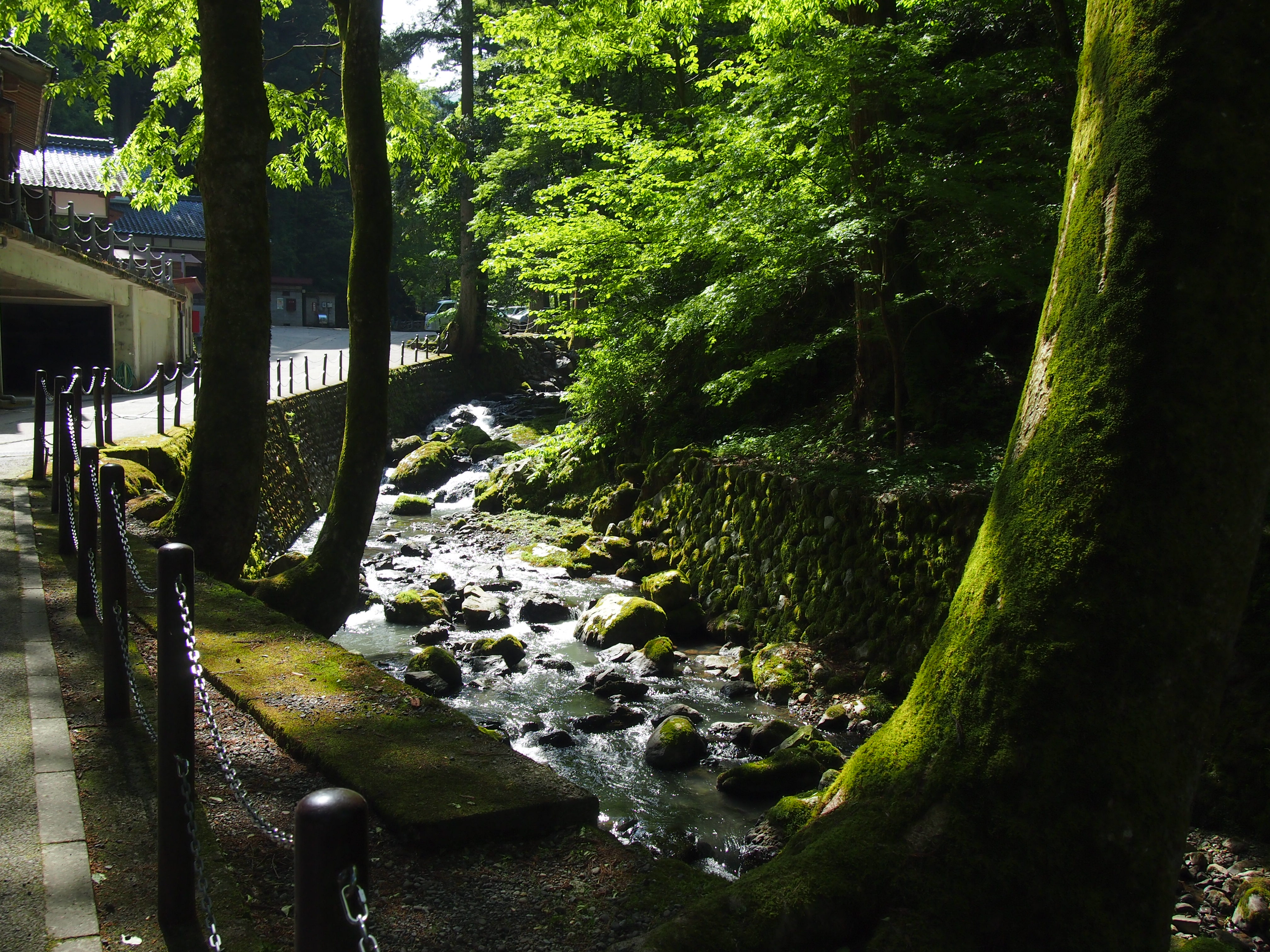
永平寺の横を流れる渓流

## 歴代貫首
数字は西暦の年
- 第1世 希玄道元（佛性傳東国師、承陽大師）1200 - 1253
- 第2世 孤雲懐奘（道光普照国師）1198 - 1280
- 第3世 徹通義介 1219 - 1309
- 第4世 義演 ? - 1314
- 第5世 義雲 1253 - 1333
- 第6世 曇希 ? - 1363
- 第7世 以一 ? - 1388
- 第8世 喜純 ? - 1401
- 第9世 宗吾 1343 - 1406
- 第10世 永智 ? - 1440
- 第11世 祖機 ? - 1445
- 第12世 了鑑 ? - 1457
- 第13世 建綱 ? - 1469
- 第14世 建撕 1415 - 1474
- 第15世 光周 ? - 1493
- 第16世 宗縁 ? - 1522
- 第17世 以貫 ? - 1540
- 第18世 祚棟 ? - 1560
- 第19世 祚玖 ? - 1610
- 第20世 門鶴 (大圓門鶴)? - 1615
- 第21世 海巌宗奕（智光大通禅師）? - 1622
- 第22世 常智祚天（大説常智禅師）? - 1631
- 第23世 佛山秀察（佛山徳照禅師）? - 1641
- 第24世 孤峰龍札（日照孤峰禅師）? - 1644
- 第25世 北岸良頓（鐵面癡頑禅師）1586 - 1648
- 第26世 天海良義（萬斛大鐘禅師）? - 1650
- 第27世 嶺巌英峻（萬照高國禅師）1589 - 1674
- 第28世 北州門渚（普照北州禅師）? - 1660
- 第29世 鐵心御州（大覺佛海禅師）? - 1664
- 第30世 光紹智堂（慧輪永明禅師）1610 - 1670
- 第31世 月洲尊海（芳山月洲禅師）1609 - 1683
- 第32世 大了愚門（因光大了禅師）1613 - 1687
- 第33世 山陰徹翁（覺海智圓禅師）? - 1700
- 第34世 馥州高郁（大仙國光禅師）? - 1688
- 第35世 版饒晃全（應安萬圓禅師）1627 - 1693
- 第36世 融峰本祝（大證無得禅師）? - 1700
- 第37世 石牛天梁（本然圓明禅師）1638 - 1714
- 第38世 緑巌厳柳（清了大安禅師）? - 1716
- 第39世 承天則地（大清撫國禅師）1655 - 1744
- 第40世 大虚喝玄（圓成實性禅師）1661 - 1744
- 第41世 義晃雄禅（圓満覺性禅師）1671 - 1740
- 第42世 江寂圓月（大智慧光禅師）1694 - 1750
- 第43世 央元密巌（廓然大行禅師）? - 1761
- 第44世 大晃越宗（正法保國禅師）? - 1756
- 第45世 寶山湛海（大珍慧鏡禅師）1690 - 1771
- 第46世 彌山良須（真空妙有禅師）1696 - 1771
- 第47世 天海薫元（金毛全威禅師）? - 1786
- 第48世 成山台明（佛鎮護國禅師）? - 1792
- 第49世 大耕国元（圓觀正覺禅師）? - 1793
- 第50世 玄透即中（洞宗宏振禅師）1729 - 1807
- 第51世 霊岳恵源 1718 - 1809
- 第52世 獨雄宣峰（廣壽妙濟禅師）? - 1835
- 第53世 佛星為戒（昭化理宗禅師）1742 - 1818
- 第54世 博容卍海（大運法乘禅師）? - 1821
- 第55世 縁山大因（天臨高長禅師）1763 - 1826
- 第56世 無庵雲居 1757 - 1827
- 第57世 載庵禹隣（宏濟慈國禅師）? - 1845
- 第58世 道海大信 ? - 1844
- 第59世 観禅眺宗（慈航真濟禅師）? - 1848
- 第60世 臥雲童龍（大晃明覺禅師）1796 - 1870
- 第61世 久我環渓（環溪密雲 絶學天真禅師）1817 - 1884
- 第62世 青蔭雪鴻（鐵肝雪鴻 圓應道鑑禅師）1832 - 1885
- 第63世 滝谷琢宗（魯山琢宗 真晃断際禅師）1836 - 1897
- 第64世 森田悟由（大休悟由 性海慈船禅師）1834 - 1915
- 第65世 福山黙堂（壽硯默堂 慧光玄照禅師）1841 - 1916
- 第66世 日置黙仙（維室默仙 明鑑道機禅師）1837 - 1920
- 第67世 北野元峰（大夤元峰 圓證明修禅師）1842 - 1933
- 第68世 秦慧昭（默道慧昭 大規正信禅師）1862 - 1944
- 第69世 鈴木天山（白龍天山 密傳慈性禅師）1863 - 1941
- 第70世 大森禅戒（活龍禪戒）1871 - 1947
- 第71世 高階瓏仙（玉堂瓏仙 大鑑道光禅師）1876 - 1968
- 第72世 佐川玄彝（訓山玄彝）1866 - 1944
- 第73世 熊澤泰禅（祖學泰禪 大光圓心禅師）1873 - 1968
- 第74世 佐藤泰舜（博裔泰舜 直指圓性禅師）1890 - 1975
- 第75世 山田霊林（鷲峰靈林 佛真宏照禅師）1889 - 1980
- 第76世 秦慧玉（明峰慧玉 慈眼福海禅師）1896 - 1985
- 第77世 丹羽廉芳（瑞岳廉芳 慈光圓海禅師）1905 - 1993
- 第78世 宮崎奕保（栴崖奕保 默照天心禅師）1901 - 2008
- 第79世 福山諦法（絶学諦法 慈航玄徳禅師）1932 - 2021
- 第80世 南澤道人（黙室玄照禅師）1927-

## 文化財

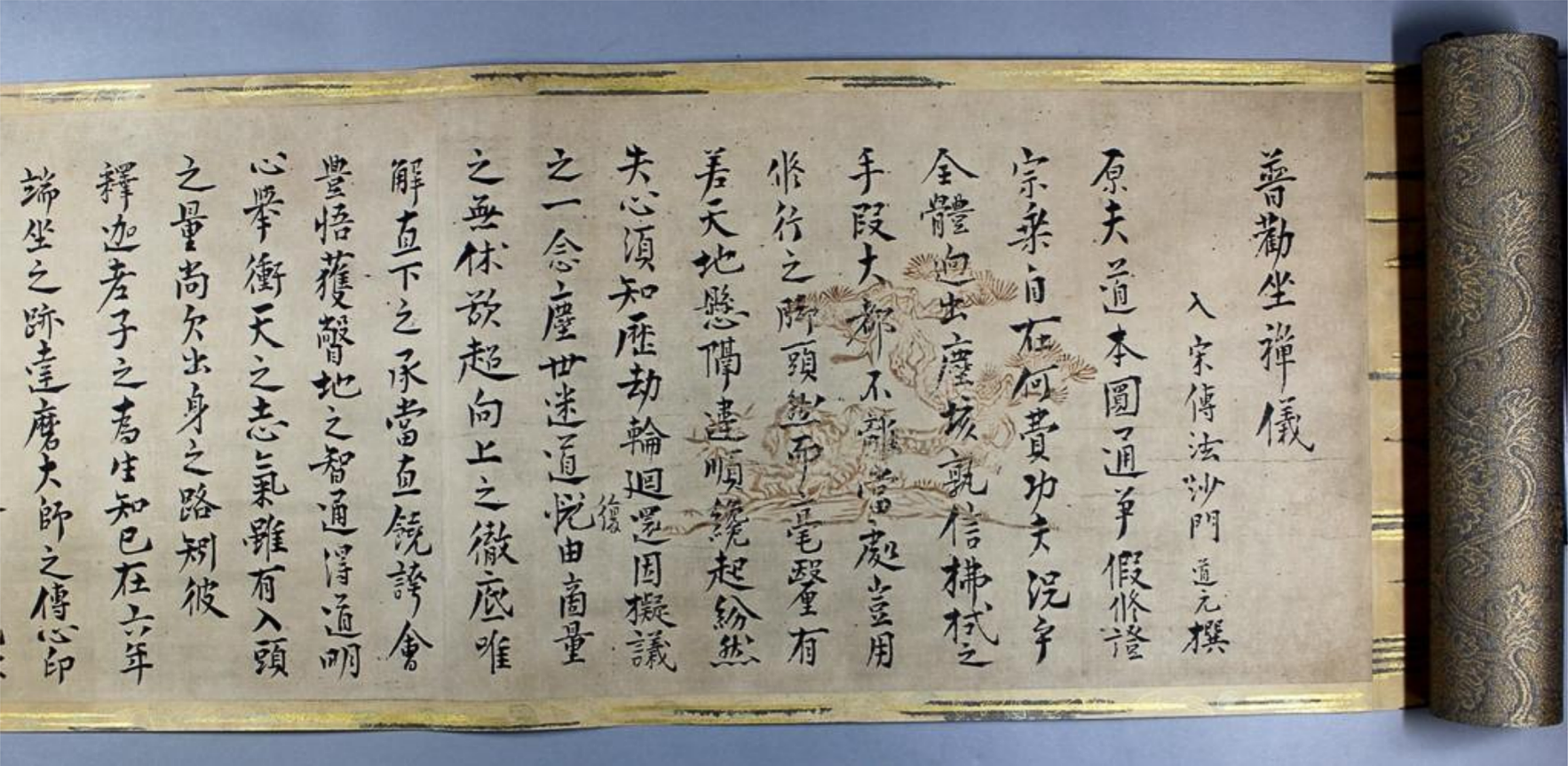
普勧坐禅儀（巻頭部分）

### 国宝
- 普勧坐禅儀（附 普勧坐禅儀撰述記）

### 重要文化財
- 高祖嗣書 1幅 紙本墨書 南宋時代
- 明全戒牒 1巻 金銀絵料紙墨書 鎌倉時代
- 正法眼蔵仏性第三 1冊 紙本墨書 孤雲懐弉筆 鎌倉時代
- 後円融院宸翰 1幅 南北朝時代
- 梵鐘 鎌倉時代 嘉暦2年（1327年）
- 永平寺（建造物）19棟[4][5]
  - 仏殿
  - 法堂
  - 山門
  - 中雀門
  - 僧堂
  - 大庫院
  - 大光明蔵
  - 監院寮
  - 廻廊 5棟（山門東方、山門西方、中雀門東方、中雀門西方、仏殿東方）
  - 承陽殿本殿及び拝殿
  - 承陽門
  - 経蔵
  - 松平家廟所門
  - 舎利殿及び祠堂殿
  - 勅使門

典拠：2000年（平成12年）までに指定の国宝・重要文化財については、『国宝・重要文化財大全 別巻』所有者別総合目録・名称総索引・統計資料（毎日新聞社、2000年）による。

### 福井県指定有形文化財
- 絹本著色三帝釈天像
- 絹本著色永平寺歴代祖師像 9幅

## 交通
- 公共交通機関
  - えちぜん鉄道勝山永平寺線 永平寺口駅から、京福バス86・87系統（芦原丸岡永平寺線）・88系統（永平寺線）「永平寺」行乗車、終点「永平寺」（一休前）下車、門前まで徒歩。
    - 86・87系統は北陸新幹線・ハピラインふくい線 芦原温泉駅から丸岡城・丸岡バスターミナルを経て直通している。
    - 門前再構築事業（後述）により2016年（平成28年）6月1日のダイヤ改正で到着便の「永平寺門前」バス停留所への乗り入れが廃止され、「永平寺」（一休前）が終点となった[6]。なお路線バスの始発はダイヤ改正前より「永平寺」（旧・永平寺駅、一休向かい側）であり、変更はない。

  - 北陸新幹線・ハピラインふくい線・福井鉄道福武線 福井駅東口（1番のりば）から京福バス「永平寺ライナー」乗車、終点「永平寺」（一休前）下車、門前まで徒歩。
    - 「一休」または「井の上」にて片道乗車券を発売している[7]。永平寺・丸岡城・東尋坊2日フリーきっぷなどのフリー乗車券は発売していない（バス車内含む）。なお2021年（令和3年）3月20日よりバス車内でVisaの非接触型決済「Visaタッチ」が利用可能である[8]。

  - 福井駅東口（1番のりば）から福井交通「朝倉・永平寺ダイレクトバス」乗車、終点「永平寺」（一休前）下車、門前まで徒歩。
    - 途中、道の駅一乗谷あさくら水の駅・福井県立一乗谷朝倉氏遺跡博物館・一乗谷朝倉氏遺跡に立ち寄り乗降可。

  - かつて乗り入れていた京福電気鉄道永平寺線は、利用者減少および京福電気鉄道越前本線列車衝突事故の影響により、2002年（平成14年）10月21日に廃止されている。
- 道路
  - 最寄りの高速道路は中部縦貫自動車道（永平寺大野道路）。最寄りのインターチェンジ（IC）は、福井北JCT・IC方面からは永平寺参道IC、大野IC方面からは永平寺IC。諏訪間交差点から国道364号にて約5キロメートル。
    - 中部縦貫自動車道（永平寺大野道路）は福井北JCTで北陸自動車道に直結。
    - 福井市北東部方面から国道416号等を経由して向かう場合、福井北ICが北陸道方面のみの出入口となるため、中部縦貫自動車道（永平寺大野道路）を利用する際は隣の松岡ICを利用することになる。

  - 福井市南東部方面から向かう場合は、国道158号（バイパスを通らないルート）、国道364号（かつて福井県道路公社が管理していた永平寺有料道路）を通るルートもある。このルート上には北陸自動車道福井ICがある。
  - 江戸時代は福井城下から途中の上中地区の追分まで勝山街道を通って、追分からは越坂峠を越えて永平寺に向かう道が一般的な参道であった。この道沿いには今も多くの道標や石仏が数多く残されている。また福井県道165号京善原目線や中部縦貫自動車道（永平寺大野道路）は古来の参道の追分から永平寺町京善までの区間にほぼ沿っている。
- 町営駐車場
  - 有料の町営駐車場が3箇所ある。第1駐車場と第2駐車場は門前からあまり離れていないが、第3駐車場は国道364号から永平寺川を橋で渡った先にあり、未舗装である。

## 門前再構築事業と宿泊施設
永平寺は「準聖域」と位置付ける門前の再構築を福井県や永平寺町と進めている。運営を藤田観光に委託する宿泊施設「永平寺 親禅の宿 柏樹関」（はくじゅかん）が2019年に開業した。